# Ortografia do esperanto
A ortografia do esperanto se caracteriza por cada letra corresponder a um fonema, e cada som ser representado por uma letra.
Isso facilita a leitura e a escrita, pois, obviamente, pode-se escrever corretamente uma palavra usando a memória auditiva, e pronunciá-la corretamente sem ter que lidar com exceções e irregularidades; o que é muito desejável para uma ortografia.

## Alfabeto
O alfabeto do esperanto é composto de 28 letras baseado no alfabeto latino, vinte e duas das quais são idênticas às do português; apenas q, w, x e y foram omitidas. Existem também seis letras com diacríticos: ĉ, ĝ, ĥ, ĵ, ŝ, e ŭ (que são c, g, h, j, e s circunflexo, e u breve).
O esperanto tem as seguintes letras:
| Esperanta alfabeto | Esperanta alfabeto | Esperanta alfabeto | Esperanta alfabeto | Esperanta alfabeto | Esperanta alfabeto | Esperanta alfabeto |
| ------------------ | ------------------ | ------------------ | ------------------ | ------------------ | ------------------ | ------------------ |
| A                  | B                  | C                  | Ĉ                  | D                  | E                  | F                  |
| G                  | Ĝ                  | H                  | Ĥ                  | I                  | J                  | Ĵ                  |
| K                  | L                  | M                  | N                  | O                  | P                  | R                  |
| S                  | Ŝ                  | T                  | U                  | Ŭ                  | V                  | Z                  |

| Esperanta alfabeto | Esperanta alfabeto | Esperanta alfabeto | Esperanta alfabeto | Esperanta alfabeto | Esperanta alfabeto | Esperanta alfabeto |
| ------------------ | ------------------ | ------------------ | ------------------ | ------------------ | ------------------ | ------------------ |
| a                  | b                  | c                  | ĉ                  | d                  | e                  | f                  |
| g                  | ĝ                  | h                  | ĥ                  | i                  | j                  | ĵ                  |
| k                  | l                  | m                  | n                  | o                  | p                  | r                  |
| s                  | ŝ                  | t                  | u                  | ŭ                  | v                  | z                  |

## Pronúncia
Cada letra representa um fonema, e vice-versa. As vogais não são nasalizadas em momento algum.
A pronúncia das letras é a mesma que aquela do português para as seguintes letras: B, F, K, P, U, V, Z. Às demais letras há os seguintes sons:
- A: deve-se pronunciar abertamente, nunca nasalizado, mesmo seguido de m ou n. Exemplo: a palavra "amo" (amor) pronuncia-se como á-mo, não como ãmo. "Esperanto" pronuncia-se: Es-pe-rá-nn-to, não como Es-pe-rãn-to.

- C: pronuncia-se como "ts". exemplo: "paco" (paz) se pronuncia: patso/patço.

- D: com as vogais a, e, o, u, não há problemas, mas os brasileiros devem tomar cuidado ao pronunciar "di", pois não se deve pronunciar como "dji", e sim como o "di" pronunciado em Portugal ou no Rio Grande do Norte.

- E: não é aberto como em "é"; prefere-se o som fechado como "ê", mas segundo Zamenhof, o som deve ser médio.

- G: é sempre como em "guerra", "gato", "gosto", e nunca como em "gente" (para esse som, usa-se Ĵ).

- H: é sempre aspirado levemente, como na palavra inglesa "house".

- J e I: j é um "i"  semivogal. Exemplo: "kaj" (que significa a conjunção "e") se pronuncia "kai"; a letra esperantista "I" equivale ao "i" português: a palavra "balai" se pronuncia "ba-la-i", um hiato, e não um ditongo.

- L: Nalgumas regiões brasileiras às vezes sofre leniência e pronuncia-se como [w], ex: "papel", enquanto noutras e em Portugal, como [ł]. Já em esperanto, pronuncia-se sempre como [l].

- M e N: não nasalizam as vogais, ao pronunciar o M, deve-se falar o som da vogal, e fechar a boca bruscamente, para o n deve-se pronunciar a vogal e levar a língua até a parte interior dos dentes superiores. M e N soam diferente entre si mesmo ao fim das palavras: Kiam (quando) é diferente de Kian (kia + acusativo).

- O: assim como o E e o A, deve ser pronunciado de uma única forma (não alternar entre "ô" e "ó"). Portanto, é costume ensinar que a pronúncia é sempre "ô" no Brasil.

- R: é sempre dental, nunca gutural, ou seja: deve-se pronunciar "tremido"; para isso, deve-se levar a ponta da língua até a parte interior dos dentes superiores e com um sopro de ar vibrá-la, tanto antes como depois de vogal, ou em dígrafos como pr, br, kr, etc. "Brazilo" se pronuncia exatamente como um falante de português leria. Deve-se tomar cuidado para não estender ou encurtar essa vibração - ela deve ser média.

- S: sempre como "ç/ss", mesmo no fim das sílabas, nunca como "z".

- T: em "ti" nunca pronunciar "tchi", como é costume na maior parte do Brasil.

- Letras especiais do esperanto:
  - Ĉ: pronuncia-se como "TCH" na palavra "tchau" ou em "tcheco" ou, ainda, em "atchim!".
  - Ĝ: pronuncia-se como "DJ" como na palavra inglesa "John" e em "dia" (na maioria dos sotaques brasileiros).
  - Ĥ: um h fortemente aspirado, é uma fricativa velar surda, pouco usado no esperanto, tendendo a ser substituído por K. A diferença entre o H e o Ĥ é que o ponto de articulação do Ĥ é o mesmo do K, enquanto que o H assemelha-se mais a um suspiro.
  - Ĵ: igual ao J do português.
  - Ŝ: pronuncia-se como "CH" na palavra "chave", por exemplo.
  - Ŭ: um "u" semivogal, "Eŭropo" (Europa) se pronuncia: Eu-ro-po, se escrevermos Europo, ler-se-ia: E-u-ro-po.

Tabela resumida de pronúncia:
| Minúsculas | Maiúsculas | Pronúncia AFI | Pronúncia SAMPA | Exemplos             |
| ---------- | ---------- | ------------- | --------------- | -------------------- |
| a          | A          | /a/           | /a/             | árvore               |
| b          | B          | /b/           | /b/             | bola                 |
| c          | C          | /ts/          | /ts/            | tsunami              |
| ĉ          | Ĉ          | /tʃ/          | /tS/            | atchim               |
| d          | D          | /d/           | /d/             | damasco              |
| e          | E          | /e/ ou /ɛ/    | /e/ ou /E/      | português            |
| f          | F          | /f/           | /f/             | filho                |
| g          | G          | /g/           | /g/             | gato                 |
| ĝ          | Ĝ          | /dʒ/          | /dZ/            | adjectivo            |
| h          | H          | /h/           | /h/             | home (do inglês)     |
| ĥ          | Ĥ          | /x/           | /x/             | jueves (do espanhol) |
| i          | I          | /i/           | /i/             | ideia                |
| j          | J          | /j/           | /j/             | comboio              |
| ĵ          | Ĵ          | /ʒ/           | /Z/             | João                 |
| k          | K          | /k/           | /k/             | casa                 |
| l          | L          | /l/           | /l/             | leão                 |
| m          | M          | /m/           | /m/             | amor                 |
| n          | N          | /n/           | /n/             | nuvem                |
| o          | O          | /o/           | /o/             | ovo                  |
| p          | P          | /p/           | /p/             | pátria               |
| r          | R          | /r/ ou /ʁ/    | /r/ ou /R/      | cores                |
| s          | S          | /s/           | /s/             | sapo                 |
| ŝ          | Ŝ          | /ʃ/           | /S/             | xá                   |
| t          | T          | /t/           | /t/             | todos                |
| u          | U          | /u/           | /u/             | uva                  |
| ŭ          | Ŭ          | /w/           | /w/             | Europa               |
| v          | V          | /v/           | /v/             | vale                 |
| z          | Z          | /z/           | /z/             | zangão               |

## O Sistema X
Historicamente era comum estarmos em situações onde não é possível escrever as letras ĉ, ĝ, ĥ, ĵ, ŝ, ŭ, por falta de tipografia adequada. Era habitual substituir, então, as letras especiais por cx, gx, hx, jx, sx, e ux. Exemplos:
- serĉi → sercxi
- manĝi → mangxi
- ĥirurgio → hxirurgio
- ĵurnalo → jxurnalo
- ŝuo → sxuo
- malgraŭ → malgraux

Obviamente é desejável usar a tipografia original do esperanto, por ser muito mais fácil de ler e compreender.

## O Sistema H
O sistema h funciona do mesmo modo, e nas mesmas circunstâncias que o sistema x, mas usando o h. Esse sistema foi proposto pelo próprio Zamenhof (incluído no Unua Libro), e era o mais popular no começo da história e difusão do esperanto. Mais tarde observou-se o maior uso do sistema x. Exemplos:
- serĉi → serchi
- manĝi → manghi
- ĥirurgio → hhirurgio
- ĵurnalo → jhurnalo
- ŝuo → shuo
- malgraŭ → malgrau

Um detalhe do sistema h é a não substituição do caractere ŭ por uh, tanto por questões estéticas, quanto por questões de ambiguidade.

## Unicode
O sistema Unicode resolveu, os problemas com o uso da tipografia do esperanto. Em unicode, cada símbolo recebe um número que o representa, esse número não varia quanto à plataforma, software ou formato, mantendo assim a padronização desejada. O Unicode engloba uma grande quantidade de línguas, permitindo, por exemplo, escrever num mesmo texto letras do esperanto, do grego, do japonês e do português. Tal funcionalidade não era possível com a solução anterior, o Latin-3.
A tabela dos códigos que representam os caracteres especiais do esperanto é:
| Ĉ | 264 | ĉ | 265 |
| Ĝ | 284 | ĝ | 285 |
| Ĥ | 292 | ĥ | 293 |
| Ĵ | 308 | ĵ | 309 |
| Ŝ | 348 | ŝ | 349 |
| Ŭ | 364 | ŭ | 365 |

### Linux
Em sistemas Linux, as dificuldades de configuração dependem se a versão do seu aplicativo é mais nova ou velha. Isso acontece pelo fato de que em sistemas antigos pode ser necessário habilitar o Unicode definindo o locale poro UTF-8. Existe disponível um local especial eo.XX.UTF-8 na página de Bertil Wennergren, junto com uma explicação de como habilitar ambos em sistemas Linux.
Se o sistema Linux é recente, ou está atualizado, então é provável que o sistema já esteja preparado para trabalhar com telado em Esperanto. Para o X11 e KDE, é só necessário mudar para um layout que tenha dead keys latinas (o ABNT já as possui por padrão).
| Tecla / Layout | US International      | ABNT2           | Português (PT)        |
| -------------- | --------------------- | --------------- | --------------------- |
| ĉ              | shift-6 c             | shift-~ c       | shift-~ c             |
| Ĉ              | shift-6 shift-c       | shift-~ shift-c | shift-~ shift-c       |
| ĝ              | shift-6 g             | shift-~ g       | shift-~ g             |
| Ĝ              | shift-6 shift-g       | shift-~ shift-g | shift-~ shift-g       |
| ĥ              | shift-6 h             | shift-~ h       | shift-~ h             |
| Ĥ              | shift-6 shift-h       | shift-~ shift-h | shift-~ shift-h       |
| ĵ              | shift-6 j             | shift-~ j       | shift-~ j             |
| Ĵ              | shift-6 shift-j       | shift-~ shift-j | shift-~ shift-j       |
| ŝ              | shift-6 s             | shift-~ s       | shift-~ s             |
| Ŝ              | shift-6 shift-s       | shift-~ shift-s | shift-~ shift-s       |
| ŭ              | altgr-shift-9 u       | shift-~ u       | altgr-shift-~ u       |
| Ŭ              | altgr-shift-9 shift-u | shift-~ u       | altgr-shift-~ shift+u |